# 기타무라 구니오
기타무라 구니오(일본어: 北村 邦夫, 1968년 8월 4일 ~ )는 일본의 전 축구 선수이다.

## 구단 경력
1987년 일본 사커 리그의 혼다 기연에 입단했다. 1991년 마쓰시타 전기(감바 오사카)로 이적했다. 1996년후 현역 은퇴.